# 白变
白色变型、白變（Leucism）是由于發育缺陷使体毛、羽毛或皮肤的部分普遍缺乏色素细胞或黑素细胞进而呈现白色的动物，但通常不影響其眼睛的顏色，与主要是缺乏黑色素但保有色素细胞或黑素细胞的白化症有所不同。
代表性的白变动物有白虎、白狮、白孔雀、柯莫德熊等。

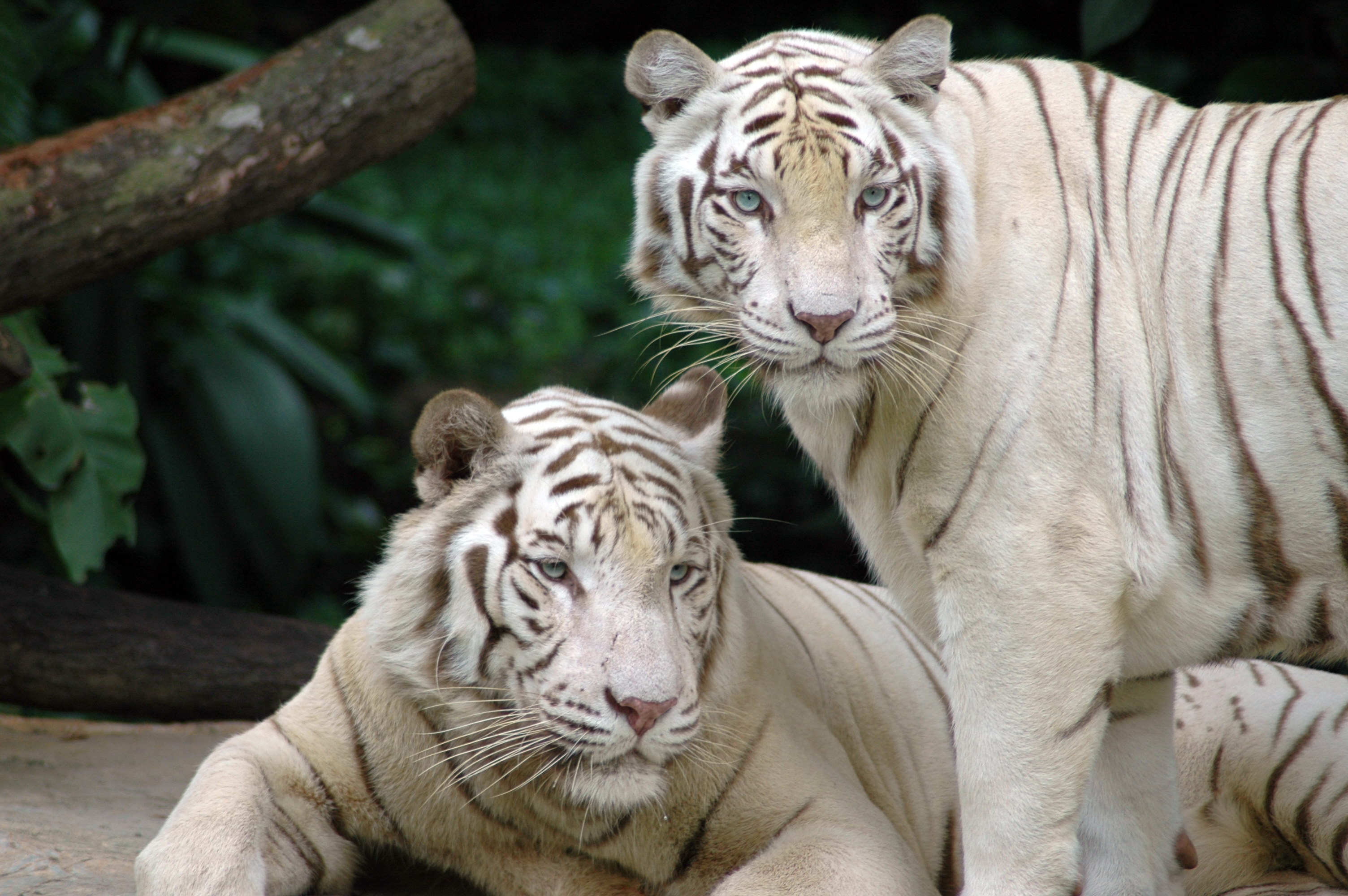
新加坡动物园中的白虎
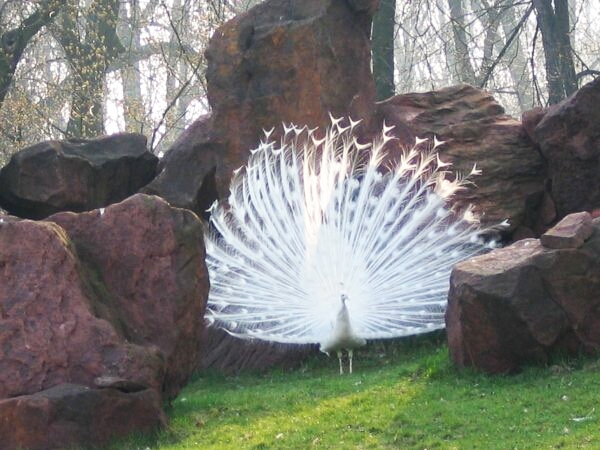
白孔雀
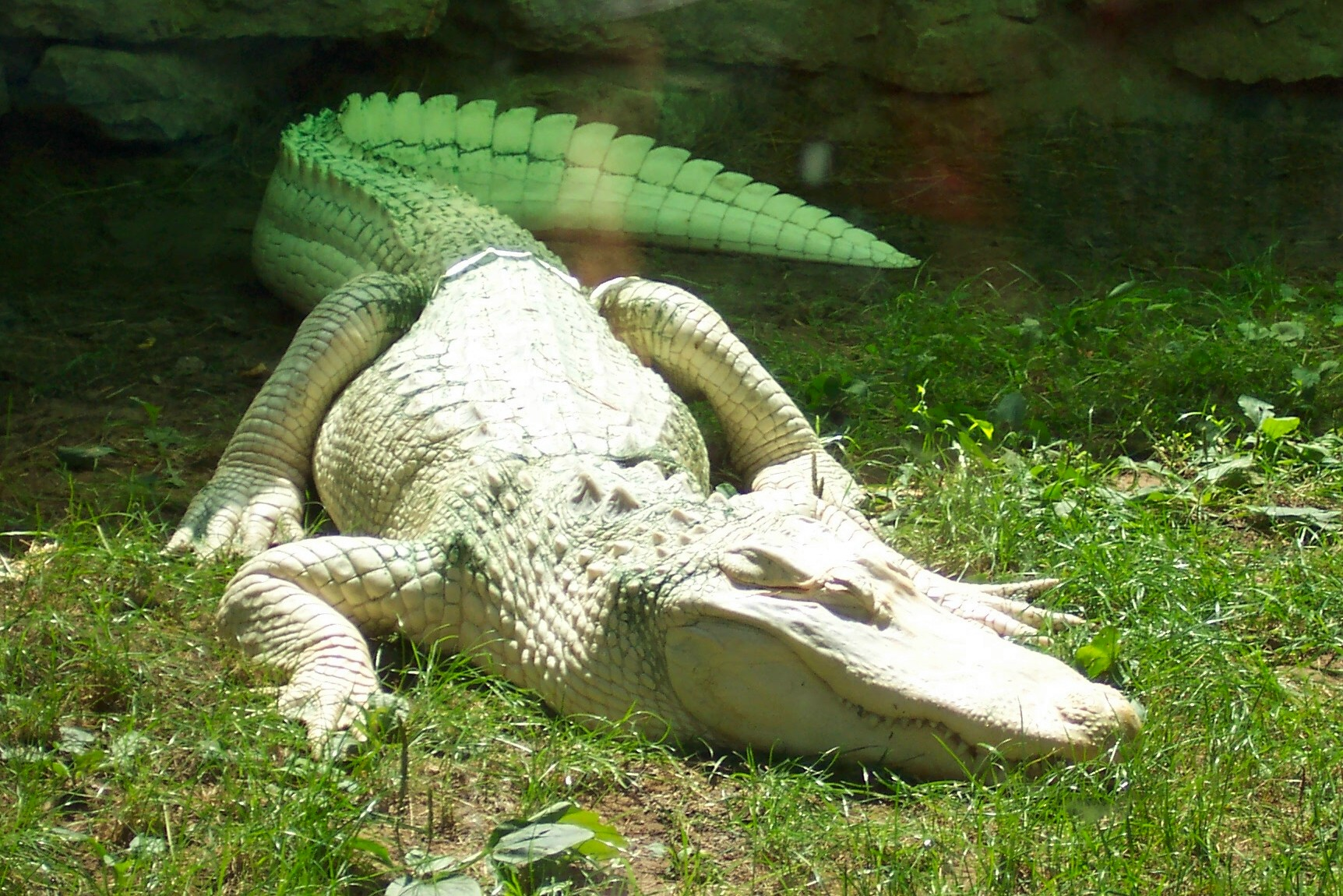
白鱷魚
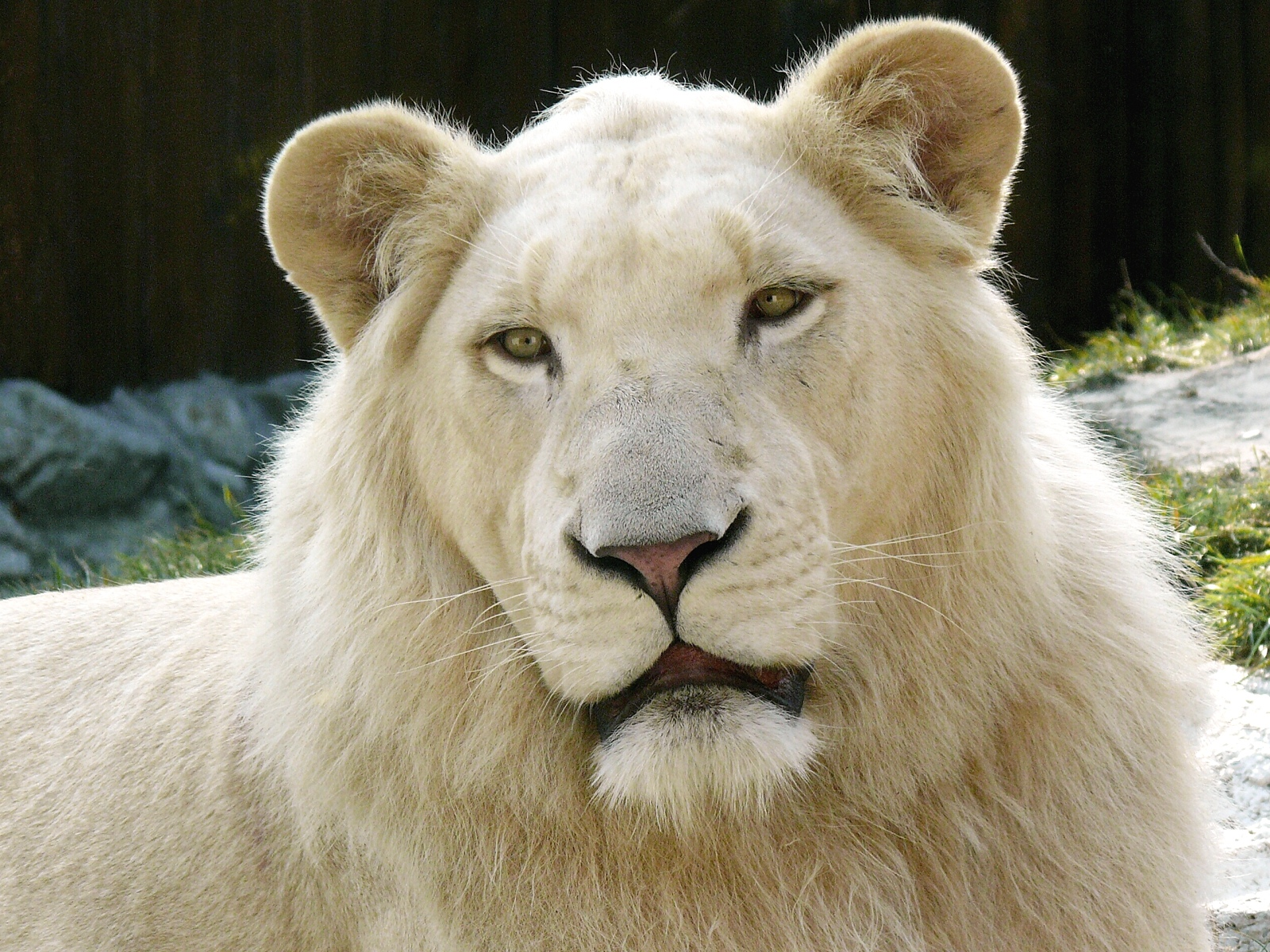
白狮
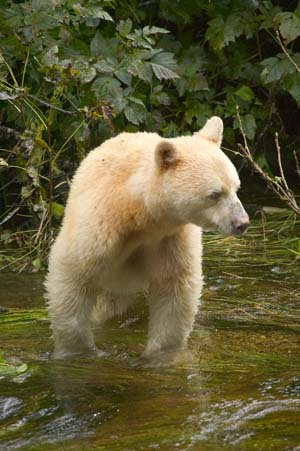
柯莫德熊